# Ryōji Ujihara
Ryōji Ujihara (japanisch 氏原 良二 Ujihara Ryōji; * 10. Mai 1981 in der Präfektur Kagawa) ist ein ehemaliger japanischer Fußballspieler.

## Karriere
Ujihara erlernte das Fußballspielen in der Jugendmannschaft von Nagoya Grampus Eight. Seinen ersten Vertrag unterschrieb er 200 bei den Nagoya Grampus Eight. Der Verein spielte in der höchsten Liga des Landes, der J1 League. 2001 wurde er an den Zweitligisten Albirex Niigata ausgeliehen. Für den Verein absolvierte er 75 Ligaspiele. 2003 kehrte er zu Nagoya Grampus Eight zurück. Für den Verein absolvierte er sechs Ligaspiele. 2005 wechselte er zum Zweitligisten Sagan Tosu. Für den Verein absolvierte er 20 Ligaspiele. 2006 wechselte er zum Ligakonkurrenten Montedio Yamagata. Für den Verein absolvierte er 23 Ligaspiele. 2007 wechselte er zum Ligakonkurrenten Thespa Kusatsu. Für den Verein absolvierte er 59 Ligaspiele. Ende 2010 beendete er seine Karriere als Fußballspieler.